# 小嶋沙耶香
小嶋 沙耶香（こじま さやか、1984年6月6日 - ）は、広島ホームテレビの女性アナウンサー。奈良県奈良市出身。

## 経歴
詳細は基礎情報を参照。身長158cm。
大学時代、吉本興業が全面バックアップするアナトーク学院に通いアナウンスを勉強する一方、ミス日本コンテストで2007年度準ミス日本に選ばれ、「美人アナウンサー」と話題になった。2008年4月、広島ホームテレビに入社。同期入社にお笑いコンビ・コットン（旧：ラフレクラン）の西村真二がいる。
2009年、山田幸美、浦本可奈子と3人で「勝ちグセ。娘」を結成。その後、坪山奏子入社後4人体制となり、坪山一時退社後の2012年から串山真理、山田幸美、森本晴香で活動した。
出産・育児休暇を取った渡辺美佳の後任で、地上デジタル放送推進大使に任命された。大使メンバーが固定されていた広島県の民放では結成以来、初の交代となる。

## 出演番組
- HOME NEWS
- ピタニュー 火曜「こじマネー」（2023年 - ）

## かつての出演番組
- パネルクイズ アタック25 女性アナウンサー大会（ABCテレビ制作、2009年1月11日）
田中寿江アナウンサーとペアを組み出場。
- ぐるりん瀬戸内
- ぽるぽるチャンネル（ミニ番組）
- あンテな(ミニ番組)
- 情報てれび 榮屋松本堂（2008年10月3日 - 2009年9月25日）
- ワイド!スクランブル ローカルニュース
- HOME NEWS 24:40
- 朝だ!生です 旅サラダ
- 選挙ステーション2017 第1部（2017年10月22日） 広島ローカルパートMC
- HOME Jステーション（2010年3月29日 - 2018年4月6日） MC
- ココブランニュー（2018年4月 - 2018年11月） MC　毎週日曜
- 超てれ（不定期出演）
- 地球派宣言ドキュメンタリー『生き物の命を求めて 写真家 浅尾湧太郎』（2020年2月22日）ナレーション
- ひろしま県民テレビ（2018年4月20日 - 2018年12月、2019年12月1日 - 2020年3月） リポーター　毎週日曜
- 防災特番 石原良純と学ぶみんなの防災教室～あなたの避難の形は？～（2020年7月3日、広島ホームテレビ）司会進行
- みみよりライブ 5up!（2020年3月30日 - ）月・火・水曜MC
- ひろしま県民テレビ 県民つながる研究課（2020年4月 - 2022年3月20日）研究員
- 選挙ステーション2024 広島（2024年10月27日）MC
- ピタニュー衆院選速報（2024年10月27日深夜）MC

## 関連人物
下記はいずれも2007年ミス日本コンテスト出場者である。
- 大村咲子 - 小嶋同様、2007年準ミス日本に選ばれ、2年後の2009年からテレビ長崎製作部アナウンサー（契約職）として入社。2014年4月報道部転籍。
- 大河原あゆみ - 小嶋・大村同様2007年ミス日本コンテストファイナリストに選ばれる。2009年に山口放送アナウンサーを経て、2013年よりフリーアナウンサー、構成作家に転向。
- 小島祐希 - 大村同様、2007年準ミス日本に選ばれ、大卒後の2013年に青森テレビにアナウンサーとして入社。